# Dionigi Tettamanzi
Dionigi Tettamanzi, italijanski rimskokatoliški duhovnik, škof in kardinal, * 14. marec 1934, Renate, † 5. avgust 2017.

## Življenjepis
28. junija 1957 je prejel duhovniško posvečenje.
1. julija 1989 je bil imenovan za nadškofa Ancona-Osima; 23. septembra istega leta je prejel škofovsko posvečenje. 6. aprila 1991 je odstopil s tega položaja.
20. aprila 1995 je postal nadškofa Genove; 18. junija istega leta je bil ustoličen.
21. februarja 1998 je bil povzdignjen v kardinala in imenovan za kardinal-duhovnika Ss. Ambrogio e Carlo; na slednji položaj je bil ustoličen 4. novembra 1998.
11. julija 2002 je bil imenovan za nadškofa Milana in 14. septembra istega leta je bil ustoličen.